# Voljice
Voljice (en cyrillique : Вољице) est un village de Bosnie-Herzégovine. Il est situé dans la municipalité de Gornji Vakuf-Uskoplje, dans le canton de Bosnie centrale et dans la fédération de Bosnie-et-Herzégovine. Selon les premiers résultats du recensement bosnien de 2013, il compte 179 habitants.

## Démographie

### Évolution historique de la population
| 1948 | 1953 | 1961 | 1971 | 1981 | 1991 | 2013 |
| ---- | ---- | ---- | ---- | ---- | ---- | ---- |
| -    | -    | 346  | 345  | 339  | 339  | 179  |

|  |

### Communauté locale
En 1991, la communauté locale de Voljice comptait 2 125 habitants, répartis de la manière suivante :